# Campionatul European de minifotbal 2024
„Campionatul European de minifotbal 2024” este a unsprezecea ediție a Campionatul European de minifotbal pentru echipe naționale de minifotbal și a șasea organizată de Federația Europeană de Minifotbal. A avut loc în Skenderija din Sarajevo, Bosnia și Herțegovina, între 1 și 8 iunie 2024.
Turneul final include 24 de echipe. Extragerea grupelor a avut loc pe 4 aprilie 2024 în studioul Hayat TV.

## Faza grupelor

### Grupa A
| Loc | Echipa                    | MJ | V | E | Î | GM | GP | DG | Pct |                   |
| --- | ------------------------- | -- | - | - | - | -- | -- | -- | --- | ----------------- |
| 1   | Muntenegru                | 3  | 2 | 0 | 1 | 11 | 3  | +8 | 6   | Faza eliminatorie |
| 2   | Bosnia și Herțegovina (H) | 3  | 2 | 0 | 1 | 9  | 7  | +2 | 6   | Faza eliminatorie |
| 3   | Slovenia                  | 3  | 2 | 0 | 1 | 4  | 7  | −3 | 6   | Faza eliminatorie |
| 4   | Albania                   | 3  | 0 | 0 | 3 | 5  | 12 | −7 | 0   |                   |

| Bosnia și Herțegovina                                  |        | Albania                                    |
| ------------------------------------------------------ | ------ | ------------------------------------------ |
| - Senijad Ibričić 5' - Anel Dedić 27' - Suno Dedić 51' | Report | - Fatmir Hysenbelliu 7' - Jurgen Grori 19' |

| Muntenegru |        | Slovenia              |
| ---------- | ------ | --------------------- |
|            | Report | - Miha Kostanjšek 50' |

| Slovenia |        | Bosnia și Herțegovina                                                           |
| -------- | ------ | ------------------------------------------------------------------------------- |
|          | Report | - Edin Murga 7', 28' - Srđan Stanić 8' - Senijad Ibričić 10' - Samir Bekrić 48' |

| Muntenegru                                                                       |        | Albania            |
| -------------------------------------------------------------------------------- | ------ | ------------------ |
| - Dragan Radoman 10' - Miloš Pejaković 14' - Rijad Dervišević 21', 22', 41', 47' | Report | - Arlind Gjipi 32' |

| Albania                               |        | Slovenia                                                            |
| ------------------------------------- | ------ | ------------------------------------------------------------------- |
| - Gilbert Hysko 5' - Klajdi Shini 45' | Report | - Jakob Rems 37' - Aleksander Malivojevič 40' - Boštjan Preskar 44' |

| Bosnia și Herțegovina |        | Muntenegru |
| --------------------- | ------ | --- |
| - Vedad Salčin 38'    | Report | - Rijad Dervišević 2' - Ivan Pejaković 7' - Miloš Pejaković 32' - Bogoljub Komatina 41' - Aleksandar Bošković 47' |

### Grupa B
| Loc | Echipa    | MJ | V | E | Î | GM | GP | DG | Pct |                   |
| --- | --------- | -- | - | - | - | -- | -- | -- | --- | ----------------- |
| 1   | Kazahstan | 3  | 2 | 0 | 1 | 10 | 3  | +7 | 6   | Faza eliminatorie |
| 2   | Ucraina   | 3  | 2 | 0 | 1 | 8  | 5  | +3 | 6   | Faza eliminatorie |
| 3   | Anglia    | 3  | 1 | 0 | 2 | 7  | 13 | −6 | 3   |                   |
| 4   | Grecia    | 3  | 1 | 0 | 2 | 2  | 6  | −4 | 3   |                   |

| Anglia                                   |        | Ucraina                                                                                    |
| ---------------------------------------- | ------ | ------------------------------------------------------------------------------------------ |
| - Harry Sargent 39' - Callam Gardner 48' | Report | - Ihor Tykhnenko 4', 7' - Vitali Melnyk 14' - Valerii Vlasovych 18' - Denys Sandetskyi 49' |

| Kazahstan |        | Grecia                   |
| --------- | ------ | ------------------------ |
|           | Report | - Konstantinos Drosis 6' |

| Ucraina             |        | Grecia |
| ------------------- | ------ | ------ |
| - Ihor Tykhnenko 8' | Report |        |

| Anglia |        | Kazahstan |
| ------ | ------ | --- |
|        | Report | - Kuanysh Begalin 2' - Avel Tarzhanov 14', 25', 27' - Zhanibek Seitzhan 17' - Abylay Tuleppov 39' - Nursultan Zhussupov 47' |

| Kazahstan                                                    |        | Ucraina                                        |
| ------------------------------------------------------------ | ------ | ---------------------------------------------- |
| - Rias Yeginzhanov 2' - Ilya Mun 6' - Aslanbek Arshkenov 32' | Report | - Oleksandr Kolesnykov 18' - Vasyl Horskii 38' |

| Grecia                    |        | Anglia                                                                   |
| ------------------------- | ------ | ------------------------------------------------------------------------ |
| - Konstantinos Drosis 28' | Report | - Callam Gardner 19', 43', 47' - Nick Wybrow 39' - Kristian Campbell 51' |

### Grupa C
| Loc | Echipa   | MJ | V | E | Î | GM | GP | DG  | Pct |                   |
| --- | -------- | -- | - | - | - | -- | -- | --- | --- | ----------------- |
| 1   | Slovacia | 3  | 3 | 0 | 0 | 19 | 5  | +14 | 9   | Faza eliminatorie |
| 2   | Cehia    | 3  | 2 | 0 | 1 | 9  | 8  | +1  | 6   | Faza eliminatorie |
| 3   | Spania   | 3  | 0 | 1 | 2 | 7  | 12 | −5  | 1   |                   |
| 4   | Croația  | 3  | 0 | 1 | 2 | 6  | 16 | −10 | 1   |                   |

| Cehia                                                                |        | Spania                               |
| -------------------------------------------------------------------- | ------ | ------------------------------------ |
| - David Macháček 18', 50' - Richard Svoboda 28' - Josef Stránský 37' | Report | - Pablo Romero 8' - Robert Núñez 42' |

| Slovacia |        | Croația               |
| --- | ------ | --------------------- |
| - Adam Kuľha 7' - Tomáš Mikluš 8', 9' - Martin Ďuráči 28', 28', 39' - Martin Kapraľ 35' - Milan Nestorik 38' - Filip Kis 43' - Roland Černák 47' | Report | - Zoran Lukavečki 36' |

| Cehia                                                           |        | Croația                     |
| --------------------------------------------------------------- | ------ | --------------------------- |
| - Josef Stránský 4', 11' - Denis Laňka 45' - Jaroslav Kubát 48' | Report | - Ivan Kaurin 20', 35', 37' |

| Spania                                       |        | Slovacia                                                                                            |
| -------------------------------------------- | ------ | --------------------------------------------------------------------------------------------------- |
| - Samuel Aparicio 4' - Pablo Romero 30', 42' | Report | - Filip Kis 16', 23' - Rudolf Beliš 26' - Peter Terpaj 29' - Jaroslav Repa 37' - Erik Feriančik 50' |

| Croația                             |        | Spania                     |
| ----------------------------------- | ------ | -------------------------- |
| - Ivan Kaurin 21' - Alen Herceg 31' | Report | - Pablo Romero 15' - ? 36' |

| Slovacia                                 |        | Cehia             |
| ---------------------------------------- | ------ | ----------------- |
| - Filip Kis 4' - Erik Jendrišek 19', 51' | Report | - Denis Laňka 19' |

### Grupa D
| Loc | Echipa  | MJ | V | E | Î | GM | GP | DG  | Pct |                   |
| --- | ------- | -- | - | - | - | -- | -- | --- | --- | ----------------- |
| 1   | România | 3  | 2 | 1 | 0 | 14 | 2  | +12 | 7   | Faza eliminatorie |
| 2   | Ungaria | 3  | 2 | 1 | 0 | 5  | 1  | +4  | 7   | Faza eliminatorie |
| 3   | Polonia | 3  | 1 | 0 | 2 | 10 | 9  | +1  | 3   | Faza eliminatorie |
| 4   | Turcia  | 3  | 0 | 0 | 3 | 1  | 18 | −17 | 0   |                   |

| România |        | Turcia |
| --- | ------ | ------ |
| - Mircea Ungur 4' - Cătălin Tineiu 9', 25' - Vlad Mocanu 24' - Iulian Sîplăcan 26' - Raul Dumitrovici 34', 45' - Alexandru Nechita 48' - Vasile Pop 50' | Report |        |

| Ungaria                                 |        | Polonia              |
| --------------------------------------- | ------ | -------------------- |
| - Gábor Kiss 12', 20' - Viktor Kozó 17' | Report | - Piotr Makowski 40' |

| Ungaria                                     |        | Turcia |
| ------------------------------------------- | ------ | ------ |
| - Dávid Csoszánszki 9' - Barnabás Győri 50' | Report |        |

| Polonia                               |        | România                                                                                 |
| ------------------------------------- | ------ | --------------------------------------------------------------------------------------- |
| - Karol Bienas 8' - Patryk Gondek 24' | Report | - Dragoș Nițu 20' - Marius Balogh 25', 50' - Andrei Șumălan 31' - Alexandru Nechita 48' |

| România |        | Ungaria |
| ------- | ------ | ------- |
|         | Report |         |

| Turcia           |        | Polonia                                                                                                   |
| ---------------- | ------ | --- |
| - İsa Binici 38' | Report | - Krystian Chrobak 8' - Piotr Makowski 18', 31', 52' - Patryk Gondek 21' - Bartosz Pieńczykowski 25', 32' |

### Grupa E
| Loc | Echipa     | MJ | V | E | Î | GM | GP | DG | Pct |                   |
| --- | ---------- | -- | - | - | - | -- | -- | -- | --- | ----------------- |
| 1   | Serbia     | 3  | 2 | 1 | 0 | 5  | 3  | +2 | 7   | Faza eliminatorie |
| 2   | Bulgaria   | 3  | 2 | 0 | 1 | 5  | 3  | +2 | 6   | Faza eliminatorie |
| 3   | Georgia    | 3  | 1 | 1 | 1 | 4  | 5  | −1 | 4   | Faza eliminatorie |
| 4   | Portugalia | 3  | 0 | 0 | 3 | 4  | 7  | −3 | 0   |                   |

| Serbia                                            |        | Georgia                                    |
| ------------------------------------------------- | ------ | ------------------------------------------ |
| - Veselin Guberinić 16' - Aleksandar Zolnajić 39' | Report | - Luka Partsvania 23' - Gari Tsereteli 36' |

| Bulgaria                                                     |        | Portugalia                         |
| ------------------------------------------------------------ | ------ | ---------------------------------- |
| - Nikolay Marinov 34' - Denis Ivanov 42' - Dimitar Karov 49' | Report | - João Santos 13' - Tiago Lapa 25' |

| Serbia                                          |        | Portugalia           |
| ----------------------------------------------- | ------ | -------------------- |
| - Aleksandar Ignjić 12' - Lazar Veselinović 46' | Report | - Rafael Correia 25' |

| Georgia |        | Bulgaria                                        |
| ------- | ------ | ----------------------------------------------- |
|         | Report | - Dimitar Dimitrov 33' - Miroslav Kayryakov 45' |

| Portugalia        |        | Georgia                    |
| ----------------- | ------ | -------------------------- |
| - Fábio Lopes 45' | Report | - Saba Machitidze 35', 49' |

| Bulgaria |        | Serbia           |
| -------- | ------ | ---------------- |
|          | Report | - Milan Čičić 7' |

### Grupa F
| Loc | Echipa      | MJ | V | E | Î | GM | GP | DG  | Pct |                   |
| --- | ----------- | -- | - | - | - | -- | -- | --- | --- | ----------------- |
| 1   | Azerbaidjan | 3  | 3 | 0 | 0 | 11 | 1  | +10 | 9   | Faza eliminatorie |
| 2   | Franța      | 3  | 1 | 1 | 1 | 9  | 6  | +3  | 4   | Faza eliminatorie |
| 3   | Belgia      | 3  | 1 | 1 | 1 | 8  | 6  | +2  | 4   | Faza eliminatorie |
| 4   | Italia      | 3  | 0 | 0 | 3 | 0  | 15 | −15 | 0   |                   |

| Azerbaidjan                                  |        | Belgia |
| -------------------------------------------- | ------ | ------ |
| - Vusal Isayev 25', 35' - Samir Hamzayev 39' | Report |        |

| Franța |        | Italia |
| ------ | ------ | ------ |
|        | Report |        |

| Franța                                                       |        | Belgia                        |
| ------------------------------------------------------------ | ------ | ----------------------------- |
| - Cédric Siino 4' - Lény Esclapez 11' - Stéphane Sanches 32' | Report | - Julien Meunier 9', 40', 50' |

| Italia |        | Azerbaidjan |
| ------ | ------ | ----------- |
|        | Report |             |

| Belgia |        | Italia |
| ------ | ------ | ------ |
|        | Report |        |

| Azerbaidjan                                                   |        | Franța             |
| ------------------------------------------------------------- | ------ | ------------------ |
| - Mirkamil Aliyev 8' - Ramiz Chovadrov 30' - Vusal Isayev 49' | Report | - Cédric Siino 34' |

### Clasamentul echipelor de pe locul trei
| Loc | Grupa | Echipa   | MJ | V | E | Î | GM | GP | DG | Pct |                   |
| --- | ----- | -------- | -- | - | - | - | -- | -- | -- | --- | ----------------- |
| 1   | A     | Slovenia | 3  | 2 | 0 | 1 | 4  | 7  | −3 | 6   | Faza eliminatorie |
| 2   | F     | Belgia   | 3  | 1 | 1 | 1 | 8  | 6  | +2 | 4   | Faza eliminatorie |
| 3   | E     | Georgia  | 3  | 1 | 1 | 1 | 4  | 5  | −1 | 4   | Faza eliminatorie |
| 4   | D     | Polonia  | 3  | 1 | 0 | 2 | 10 | 9  | +1 | 3   | Faza eliminatorie |
| 5   | B     | Anglia   | 3  | 1 | 0 | 2 | 7  | 13 | −6 | 3   |                   |
| 6   | C     | Spania   | 3  | 0 | 1 | 2 | 7  | 12 | −5 | 1   |                   |

## Faza eliminatorie

### Șaisprezecimi
| România                                                     |        | Georgia |
| ----------------------------------------------------------- | ------ | ------- |
| - Mircea Ungur 5' - Alexandru Nechita 33' - Vlad Mocanu 45' | Report |         |

| Serbia                                                                                 |        | Ungaria           |
| -------------------------------------------------------------------------------------- | ------ | ----------------- |
| - Marko Živcukin 7' - Čedomir Tomčić 19' - Marko Novaković 30' - Veselin Guberinić 34' | Report | - Viktor Kozó 17' |

| Kazahstan              |        | Slovenia |
| ---------------------- | ------ | -------- |
| - Dias Yeginzhanov 29' | Report |          |

| Ucraina                                         |        | Franța                                                        |
| ----------------------------------------------- | ------ | ------------------------------------------------------------- |
| - Oleksandr Kolesnykov 35' - Ihor Tykhnenko 39' | Report | - Dylan Rozier 10' - Dardan Hasani 27' - Stéphane Sanches 38' |

| Azerbaidjan                                                      |        | Bulgaria              |
| ---------------------------------------------------------------- | ------ | --------------------- |
| - Ramiz Chovadrov 7' - Tamkin Khalilzade 31' - Ravan Karimov 45' | Report | - Iavor Guentchev 21' |

| Muntenegru                                                             |        | Polonia                                         |
| ---------------------------------------------------------------------- | ------ | ----------------------------------------------- |
| - Rijad Dervišević 5' - Miloš Pejaković 42' - Ivan Mijušković 45', 50' | Report | - Bartosz Pieńczykowski 49' - Patryk Gondek 50' |

| Bosnia și Herțegovina                         |        | Cehia                                             |
| --------------------------------------------- | ------ | ------------------------------------------------- |
| - Anel Dedić 14' - Miloš Urta 45'             | Report | - Vítězslav Hrubý 20' - Josef Stránský 24'        |
| - Vedad Salčin - Suno Dedić - Senijad Ibričić | 3–2    | - Tomáš Jelínek - Daniel Žížala - Stanislav Mařík |

| Slovacia                                         |        | Belgia                         |
| ------------------------------------------------ | ------ | ------------------------------ |
| - Jaroslav Repa 9'                               | Report | - Walid Jaadi 23'              |
| - Jaroslav Repa - Milan Nestorik - Roland Černák | 0–1    | - Julien Meunier - Walid Jaadi |

### Sferturi de finală
| Kazahstan |        | Azerbaidjan |
| --- | ------ | --- |
| | Report | |
| - Kuanysh Begalin - Vitaliy Grigoryev - Abylay Tuleppov - Avel Tarzhanov - Ilya Mun - Dias Yeginzhanov - Nursultan Zhussupov | 7–6    | - Ravan Karimov - Tamkin Khalilzade - Elvin Alizada - Vusal Isayev - Mirmehdi Rzayev - Mirkamil Aliyev - Museyyib Valiyev |

| Muntenegru                                 |        | Franța                                                     |
| ------------------------------------------ | ------ | ---------------------------------------------------------- |
| - Rijad Dervišević 7' - Nikola Popović 11' | Report | - Cédric Siino 23' - Nadir Euvrard 43' - Dardan Hasani 50' |

| România                                                          |        | Bosnia și Herțegovina |
| ---------------------------------------------------------------- | ------ | --------------------- |
| - Viorel Șaim 6', 24' - Marius Balogh 11' - Raul Dumitrovici 26' | Report | - Senijad Ibričić 50' |

| Serbia                                                                                      |        | Belgia |
| ------------------------------------------------------------------------------------------- | ------ | ------ |
| - Lazar Veselinović 9' - Veselin Guberinić 38' - Čedomir Tomčić 43' - Aleksandar Ignjić 44' | Report |        |

### Semi-finale
| Serbia |        | Franța |
| --- | ------ | ------ |
| - Marko Živcukin 8' - Marko Novaković 9' - Aleksandar Zolnajić 21' - Lazar Veselinović 43' - Zarije Gojković 47' | Report |        |

| România                                       |        | Kazahstan                             |
| --------------------------------------------- | ------ | ------------------------------------- |
| - Mircea Ungur 37'                            | Report | - Dias Yeginzhanov 17'                |
| - Marius Balogh - Andrei Șumălan - Vasile Pop | 3–1    | - Kuanysh Begalin - Vitaliy Grigoryev |

### Finala mică
| Franța                                |        | Kazahstan |
| ------------------------------------- | ------ | --- |
| - Dylan Rozier 11' - Cédric Siino 38' | Report | - Dias Yeginzhanov 2', 37' - Alexandr Kislitsyn 6' - Ilya Mun 9' - Avel Tarzhanov 43' - Aslanbek Arshkenov 48' - Uralbek Yegizbayev 50' |

### Finala
| Serbia |        | România |
| --- | ------ | --- |
| - Aleksandar Ignjić 21' | Report | - Andrei Balea 36' |
| - Veselin Guberinić - Aleksandar Ignjić - Nikola Tomić - Aleksandar Zolnajić - Đorđe Celin - Zarije Gojković - Marko Novaković - Čedomir Tomčić - Lazar Veselinović - Milan Čičić - Stefan Bosnić | 10–9   | - Marius Balogh - Andrei Șumălan - Vasile Pop - Cătălin Tineiu - Alexandru Nechita - Vlad Mocanu - Raul Dumitrovici - Viorel Șaim - Andrei Balea - Gabriel Dumitrașcu - Iulian Sîplăcan |